# Bernd Jöstingmeier
Bernd Jöstingmeier (* 1963) ist ein deutscher Wirtschaftswissenschaftler.

## Biografie
Jöstingmeier studierte Betriebswirtschaftslehre (mit dem Abschluss Diplom-Kaufmann) und Rechtswissenschaften (mit dem Abschluss Referendar jur.) an der Philipps-Universität Marburg und promovierte dort 1994 mit der Dissertation Zur Unternehmensethik international tätiger Unternehmungen. Dort studierte er auch das Schwerpunktprogramm „Internationale Unternehmenstätigkeit“ mit Zertifikat des Fachbereichs Wirtschaftswissenschaften und arbeitete am Lehrstuhl für Industriebetriebslehre als wissenschaftlicher Mitarbeiter von Eberhard Dülfer insbesondere im Bereich des Internationalen Managements.
Er ist Erfinder des Unterhaltungsformats JDrumming, das beim Deutschen Patent- und Markenamt unter der Registernummer 302010075147 als Marke eingetragen ist. JDrumming („Jockey Drumming“) besteht aus einer Kombination von DJ-Musik (von Disc Jockey = DJ) und darüber gespielten Improvisationen eines Schlagzeugers (Jockey Drummer = JD), der die rhythmischen Elemente des jeweiligen Songs betont.
An der Technischen Universität Darmstadt hielt er Gastvorlesungen über „Personalmanagement und -führung in neu gegründeten Unternehmen“ in Zusammenarbeit mit dem Fachgebiet Unternehmensgründung des Instituts für Betriebswirtschaftslehre. Im Sommersemester 2007 erhielt er den Lehrauftrag für Technologie- und Innovationsmanagement an der Katholischen Universität Eichstätt-Ingolstadt, im Wintersemester 2008/2009 den Lehrauftrag für „Human Resources Management“ an der Hochschule für Technik Stuttgart. 2010 hielt er Gastvorlesungen an der Wilhelm Büchner Hochschule (Private Fernhochschule Darmstadt) und der Universität Bremen.
Er ist Mitglied der Wissenschaftlichen Kommissionen „Internationales Management“ und „Technologie, Innovation und Entrepreneurship“ im Verband der Hochschullehrer für Betriebswirtschaft (VHB).
Er ist Professor an der Dualen Hochschule Baden-Württemberg für Personalmanagement, Führung, Organisation und Innovationsmanagement. Ebenso ist er Innovationsberater des Innovius Institut für Innovationsmanagement und Strategie, Schlagzeuger unter dem Künstlernamen Professor BJ(Synonym für die Initialen seines Namens) und Vorstandsmitglied des Deutschen Rock & Pop Musikerverbandes (DRMV) sowie Vorstandsmitglied der Deutschen Popstiftung.

## Ausgewählte Veröffentlichungen
Bücher
- zus. mit Eberhard Dülfer: International Management in Diverse Cultural Areas. 2. Auflage, München 2011 (614 Seiten).
- mit Eberhard Dülfer: Internationales Management in unterschiedlichen Kulturbereichen. 7. Auflage, München, Wien 2008 (621 Seiten).
- mit Heinz-Jürgen Boeddrich (Hrsg.): Cross-Cultural Innovation. New Thoughts. Empirical Research. Practical Reports. Oldenbourg Wissenschaftsverlag, München, Wien 2007. Erste Auflage erschienen im Deutschen Universitätsverlag, Wiesbaden 2005.
- mit Katharina Gnirke u. a.: Controlling-Konzepte im Wandel. Göttingen 1994.
- als Herausgeber: Aktuelle Probleme der Genossenschaften aus rechtswissenschaftlicher und wirtschaftswissenschaftlicher Sicht. Festschrift für Eberhard Dülfer und Volker Beuthien, Göttingen 1994.
- Zur Unternehmensethik international tätiger Unternehmungen. Göttingen 1994 (Organisation und Management, Bd. 8).

Studienhefte
- mit Heinz-Jürgen Boeddrich: Grundlagen des Technologiemanagements. Studienheft der Wilhelm Büchner Hochschule, Private Fernhochschule Darmstadt, Pfungstadt bei Darmstadt 2011.
- mit Heinz-Jürgen Boeddrich: Aufgaben des Technologiemanagements. Studienheft der Wilhelm Büchner Hochschule, Private Fernhochschule Darmstadt, Pfungstadt bei Darmstadt 2010.

Beiträge in Zeitschriften und Sammelwerken
- Die Beziehungen zwischen Personalmanagement und Innovationsmanagement. In: Peter E. Harland, Martina Schwarz-Geschka (Hrsg.): Immer eine Idee voraus, Wie innovative Unternehmen Kreativität systematisch nutzen. (Festschrift für Horst Geschka), Lichtenberg (Odw.) 2010, S. 259–268.
- mit Heinz-Jürgen Boeddrich: Die Komplexität des unternehmerischen Ideenraums und Auswirkungen auf das Neue im Innovationsprozess. In: Ideenmanagement, Heft 1, 2010, S. 3–6.
- mit Heinz-Jürgen Boeddrich: Freiheit in die richtigen Bahnen lenken – Anforderungen zur Strukturierung der frühen Phasen des Innovationsprozesses. In: INNOVATIONSMANAGER – Magazin für Innovationskultur; Heft 02/2008, F.A.Z.- Institut / European Business School Oestrich-Winkel, Frankfurt, Juni 2008, S. 36–38.
- Führungsstile und ihre Auswirkungen bei der CARSIM GmbH. In: Ralf Dillerup, Roman Stoi (Hrsg.): Praxis der Unternehmensführung, Fallstudien und Firmenbeispiele, München 2008, S. 197–199, 367–369.
- Global Strategic Guidelines for Innovation Management In: Jöstingmeier, Bernd / Boeddrich, Heinz-Jürgen (Hrsg.), Cross-Cultural Innovation. New Thoughts. Empirical Research. Practical Reports, München, Wien 2007, S. 173–183.
- Is the Hydrogen Economy Coming? In: Jöstingmeier, Bernd / Boeddrich, Heinz-Jürgen (Hrsg.), Cross-Cultural Innovation. New Thoughts. Empirical Research. Practical Reports, München, Wien 2007, S. 289–299.
- mit Michael Lessel: Innovationsprojekte erfolgreich durchführen. In: Zeitschrift Führung + Organisation. September/Oktober H. 5/1999, S. 292–295.
- Kreativitätstechniken zur Umsetzung der pragmatischen Unternehmensethik – Konzeptionelle Grundlagen. In: Roland Schatz (Hrsg.): Strategien für eine Mitarbeitergerechte Organisationsentwicklung. Bonn, Fribourg, Ostrava 1995, S. 75–92.
- Zur Wirksamkeit der Aufsichtsratskontrolle bei eingetragenen Genossenschaften. In: Genossenschaftskurier Hessen / Rheinland-Pfalz / Thüringen, Fachzeitschrift für das Management. Heft 5, 1994, S. 38.
- Umweltschutz – ökozentrischer versus anthropozentrischer Ansatz in der Rechtswissenschaft. In: Aktuelle Probleme der Genossenschaften aus rechtswissenschaftlicher und wirtschaftswissenschaftlicher Sicht. Göttingen 1994, S. 125–135.
- Pragmatische Unternehmensethik als strategischer Erfolgsfaktor. In: Aktuelle Probleme der Genossenschaften aus rechtswissenschaftlicher und wirtschaftswissenschaftlicher Sicht. Göttingen 1994, S. 251–275.
- mit Volker Beuthien: Umwandlung einer PGH in eine GmbH – Anmerkung zum Beschluß des OLG Köln vom 24. März 1992. In: Zeitschrift für das gesamte Genossenschaftswesen (ZfgG), Band 44, 1994, Heft 1, S. 77–81.
- mit Marc-Peter Laumann: Denkanstöße: Was können Wohnungsbaugenossenschaften vom Institut für Genossenschaftswesen an der Philipps-Universität Marburg erwarten?. In: Prüfungsverband Südwestdeutscher Wohnungsunternehmen e.V. (Hrsg.): Der Schritt nach vorn! Engagierte Wohnungsgenossenschaften schöpfen unternehmerische Spielräume aus. Gießen 1994, S. 36–38.
- mit Volker Beuthie: Bürgschaft einer Kreditgenossenschaft als Sicherheit i. S. von § 108 ZPO. In: Neue Juristische Wochenschrift (NJW), Heft 32, 47. Jg., 1994, S. 2070–2073.
- mit Thomas Brockmeier: Umwandlung der Genossenschaften in den neuen Bundesländern – Steuerliche Unterschiede können ausschlaggebend sein. In: Blick durch die Wirtschaft, Steuern und Finanzen. 17. März 1994, S. 7.
- Zum Verständnis der Controlling-Konzepte. In: Jöstingmeier u. a.: Controlling-Konzepte im Wandel. Göttingen 1994, S. 1–21.
- Internationales Management: Die Berücksichtigung des fremden Umfeldes als Kernproblem internationaler Unternehmenstätigkeit. Juni 2008 (online).